# Allotinus tymphrestus
Allotinus tymphrestus är en fjärilsart som beskrevs av Hans Fruhstorfer 1915. Allotinus tymphrestus ingår i släktet Allotinus och familjen juvelvingar. Inga underarter finns listade i Catalogue of Life.